# Ichneumon illacessitus
Ichneumon illacessitus är en stekelart som beskrevs av Cameron 1885. Ichneumon illacessitus ingår i släktet Ichneumon och familjen brokparasitsteklar. Inga underarter finns listade i Catalogue of Life.